# Phyllanthus atalaiensis
Phyllanthus atalaiensis är en emblikaväxtart som beskrevs av Grady Linder Webster. Phyllanthus atalaiensis ingår i släktet Phyllanthus och familjen emblikaväxter. Inga underarter finns listade i Catalogue of Life.